# 庫珀鎮區 (愛荷華州莫諾納縣)
庫珀鎮區（英語：Cooper Township）是位於美國愛荷華州莫諾納縣的一個行政鎮區。

## 地方資料
根據2010年美國人口普查的數據，庫珀鎮區的面積為93.03平方千米，當中陸地面積為92.94平方千米，而水域面積為0.09平方千米。當地共有人口685人，而人口密度為每平方千米7.36人。